# Virginia Foster Durr
Virginia Foster Durr est une militante des droits civiques et lobbyiste blanche américaine née le 6 août 1903 à Birmingham en Alabama (États-Unis) et morte le 24 février 1999.
Amie proche de Rosa Parks et d'Eleanor Roosevelt, elle est intronisée au Temple de la renommée des femmes de l'Alabama en 2006.

## Biographie

### Jeunesse et études
Virginia Durr naît à Birmingham, en Alabama. Fille d'Ann Patterson Foster et du pasteur presbytérien Dr Sterling, elle est élevée par des femmes noires. On lui inculque également l'idée que le Ku Klux Klan est le protecteur des femmes du Sud. L'un de ses grands-pères possède une plantation et des esclaves, tandis que l'autre est membre du Ku Klux Klan.
Elle étudie de 1920 à 1923 au Wellesley College dans le Massachusetts, qu'elle identifie comme le catalyseur de sa transformation morale de raciste en militante des droits civiques. L'établissement a une politique de tables tournantes dans ses réfectoires qui oblige les élèves à prendre des repas avec des élèves au hasard, quelle que soit leur race. Virginia Durr, mal à l'aise avec cette idée, proteste contre cette règle mais fini par l'accepter après avoir été menacée d'exclusion par la direction.
Elle est contrainte de quitter l'établissement en 1923 pour des raisons financières. Elle retourne à Birmingham, en Alabama, où elle rencontre son futur mari Clifford Durr à l'église. Ils se marient en avril 1926 et ont cinq enfants,.  

### Activisme
En 1933, Virginia Durr déménage avec son mari à Washington après que Clifford est nommé conseiller juridique de la Reconstruction Finance Corporation et plus tard conseiller juridique en chef de la Defense Plant Corporation. 
Ils deviennent New Dealers et Virginia Durr rencontre des personnes qui changent ses opinions conservatrices sur les questions civiles. Elle s'engage, rejoint le Woman's National Democratic Club puis participe à la création en 1938 de la Southern Conference for Human Welfare (SCHW), un groupe interracial travaillant à réduire la ségrégation et à améliorer les conditions de vie dans le Sud. Le groupe a été formé en partie en réponse à la proclamation de Franklin Roosevelt selon laquelle le Sud était le principal problème économique du pays.
En 1941, Virginia Durr devient vice-présidente du sous-comité des droits civiques de la SCHW. Avec la Première dame Eleanor Roosevelt, elle fait pression pour qu'une législation abolisse l'impôt par tête payé pour pouvoir voter dans onze des États du sud du pays. Elle travaille conjointement avec des dirigeants politiques libéraux afin d'obtenir le soutien nécessaire pour la législation, qui aboutit finalement à l'adoption de la loi sur les droits de vote de 1965. Elle décrira plus tard son travail avec le SCHW comme l'un des événements les plus heureux de sa vie.

#### Candidate du Parti progressiste
Virginia Durr se présente au Sénat américain de Virginie pour le Parti progressiste en 1948. 
Ses adversaires sont le démocrate Absalom Willis Robertson, le républicain Robert H. Woods, l'indépendant Howard Carwile et le socialiste Clarke T. Robbe.

#### L'ère McCarthy
Durant l'ère McCarthy, de nombreuses personnes sont poursuivies pour communisme. Virginia Durr est convoquée à la Nouvelle-Orléans pour comparaître devant le comité de sécurité interne du sénateur James Eastland. Elle donne son nom, assure qu'elle n'est pas communiste et refuse de répondre à toute autre question.

### Montgomery
En 1951, Virginia Durr retourne avec son mari à Montgomery, en Alabama, où elle fait la connaissance de militants des droits civiques locaux dont Rosa Parks, Aubrey Williams, ED Nixon et Myles Horton.
Virginia Durr rejoint le Conseil local des relations humaines, la seule organisation politique interraciale de Montgomery. Elle soutient les travailleurs du Student Nonviolent Coordinating Committee (SNCC) en hébergeant et en prenant soin de nombreux bénévoles qui sont venus à Montgomery pour travailler sur les questions d'inscription des électeurs. Son amie proche Dorothy M. Zellner la qualifie de « mère adoptive officieuse des jeunes militants ». Clifford et Durr soutiennent la loi sur les droits de vote. Ils fournissent des conseils juridiques à de nombreux Noirs condamnés à des peines de prison et à des poursuites judiciaires malgré les critiques qu'ils reçoivent de leurs collègues blancs. Ils soutiennent le mouvement de sit-in et Freedom Riders, notamment en hébergeant des  étudiants venant du Nord pour protester. Grâce à leurs actions en faveur des droits civiques, ils deviennent de proches collaborateurs d'ED Nixon, président de la section Montgomery du National Association for the Advancement of Colored People (NAACP).
Virginia Durr rencontre Rosa Parks par l'intermédiaire d'un ami proche d'ED Nixon. Elle l'emploie à temps partiel comme couturière et les deux femmes finissent par devenir proches. Au cours de l'été 1955, Myles Horton demande à Virginia Durr de lui recommander une personne noire pour assister à des ateliers à la Highlander Folk School, dont le but est de mettre en œuvre la récente décision Brown v. Board of Education. Elle collecte une bourse complète pour que Rosa Parks aille à l'école du Tennessee. C'est là que Rosa Parks connait l'égalité pour la première fois de sa vie. 
En décembre 1955, elle participe à la libération de Rosa Parks après son arrestation pour avoir refusé de céder son siège d'autobus à une personne blanche. Par la suite, les Durr, avec la NAACP, aident Parks à porter son cas devant la Cour suprême. Les actions de Parks déclenche notamment le boycott des bus de Montgomery, que Virginia Durr et son marie soutiennent par tous les moyens.
Virginia Durr est également engagée aux côtés de Martin Luther King Jr.. En mars 1965, lors de la marche de Selma à Montgomery, les Durr hébergèrent de nombreux volontaires chez eux. Dans son autobiographie, elle se souvient qu'elle a « passé tout [son] temps à préparer du café et à faire frire du bacon et des œufs pour eux ». Après le boycott, elle reste une militante des droits civiques impliquée, travaillant notamment pour diverses organisations telles que la Ligue internationale des femmes pour la paix et la liberté. Elle continue à voyager à travers le pays et à parler dans les collèges, aux groupes communautaires et aux commémorations des droits civiques.

### Fin de vie
Clifford Durr meurt en 1975 à l'âge de 76 ans. Virginia Durr reste active politiquement jusqu'à 90 ans. Elle publie en 1985 son autobiographie, Outside the Magic Circle . 
Elle meurt à Carlisle, Pennsylvanie, le 24 février 1999, à l'âge de 95 ans. 
En apprenant la mort de Durr, Rosa Parks déclare que « l'éducation des privilèges de Durr ne lui interdisait pas de vouloir l'égalité pour tous. Elle était une femme et une érudite, et elle me manquera ». 
Le président Bill Clinton déclare après sa mort : « Son courage, son franc-parler et sa ferme conviction dans les premiers jours du mouvement des droits civiques ont contribué à changer cette nation pour toujours ».